# Quartz Lake (Alaska)
Der Quartz Lake ist ein 5,7 km² großer See in Zentral-Alaska.

## Lage
Der Quartz Lake befindet sich 5,5 km nördlich von Big Delta auf einer Höhe von etwa 289 m. Er ist bis zu 12 m tief. Der Tanana River fließt in einem Abstand von 3 km südöstlich und südwestlich an dem See vorbei. Der See hat einen unscheinbaren Abfluss nach Südwesten zum Tanana River. Der Quartz Lake ist über die 4 km lange „Quartz Lake Road“ erreichbar. Diese zweigt nördlich von Big Delta von der Alaska Route 2 ab. Am Südwestufer des Sees befindet sich die „Quartz Lake State Recreation Area“ mit Campingplatz, Bootsrampe und Spazierwegen.

## Namensgebung
Der Seename stammt von Prospektoren und wurde 1908 von J. W. Bagley vom U.S. Geological Survey (USGS) notiert.

## Seefauna
Seit 1970 werden im Quartz Lake vom Alaska Department of Fish and Game (ADF&G) jährlich und halbjährlich Jungfische ausgesetzt. Es handelt sich um die Angelfisch-Arten Regenbogenforelle, Silberlachs, Königslachs und Wandersaibling. Im Winter gefriert die Seeoberfläche und Eisfischen ist möglich.